# It Came from Outer Space
It Came from Outer Space este un film SF de groază 3D american din 1953 regizat de Jack Arnold. În rolurile principale joacă actorii Richard Carlson, Barbara Rush și Charles Drake. Este primul film produs de studioul Universal care a fost realizat în 3D.

## Prezentare
Autorul și astronomul amator John Putnam (Carlson) și profesorul Ellen Domenii (Rush) privesc căderea unui meteorit în apropierea orășelului Sand Rock, Arizona. După ce vizitează locul prăbușirii, John observă un obiect ciudat în crater și consideră că aceasta nu a fost un meteorit care s-a prăbușit, ci o navă extraterestră. După ce o alunecare de teren acoperă nava spațială, povestea lui John este ridiculizată de către locuitorii orașului, de șerif (Drake) și de către mass-media locală. 
Chiar și Ellen nu mai știe ce sa creadă, dar este de acord să-l ajute pe John ca să cerceteze cazul. În următoarele câteva zile, un număr de persoane dispar. Puțini se reîntorc, dar ei par a fi distanți și amețiți. În cele din urmă, șeriful Warren începe să creadă că altceva s-a prăbușit și nu un meteorit. Prin urmare șeriful organizează o așa zisă vânătoare pentru a prinde invadatorii. Singur, John speră să ajungă la o soluție pașnică, așa că merge într-o mină care speră că îl va duce la nava spațială îngropată și la ocupanții acesteia.
În final, se dezvăluie că extratereștrii sunt ființe benigne a căror navă spațială s-a prăbușit din cauza unor componente defecte. Ei au planificat să rămână pe Pământ suficient de mult pentru a înlocui piesele, apoi să-și continue călătoria lor. Ei au luat temporar controlul asupra unor oameni, deoarece înfățișarea lor este foarte diferită față de cea a oamenilor și nu se puteau deplasa discret la suprafață fără ca oamenii să intre în panică. În cele din urmă, după ce-și repară nava și pleacă, niciun orășean nu lipsește și toate lucrurile revin la normal.

## Actori
| Actor               | Rol                         |
| ------------------- | --------------------------- |
| Richard Carlson     | John Putnam                 |
| Barbara Rush        | Ellen Fields                |
| Charles Drake       | Șeriful Matt Warren         |
| Joe Sawyer          | Frank Daylon                |
| Russell Johnson     | George                      |
| Dave Willock        | Pete Davis                  |
| Robert Carson       | Dugan, reporter             |
| Virginia Mullen     | Doamna Daylon               |
| Kathleen Hughes     | Jane, prietena lui George   |
| Paul Fix            | Consilier (nemenționat)     |
| Robert "Buzz" Henry | Un om posedat (nemenționat) |

## Vezi și
- 1953 în științifico-fantastic